# اینیاکی دکارگا
اینیاکی دکارگا (انگلیسی: Iñaki Descarga؛ زادهٔ ۲۵ اوت ۱۹۷۶) بازیکن فوتبال اهل اسپانیا است.
از باشگاه‌هایی که در آن بازی کرده‌است می‌توان به باشگاه فوتبال لوانته، باشگاه فوتبال ایبار، باشگاه فوتبال لگیا ورشو، و باشگاه فوتبال اوساسونا اشاره کرد.